# Комарівка (Курманський район)
Комарі́вка (до 1948 року — Новий Іта́к, Яни́-Іта́к; крим. Yañı İtaq) — село Курманського району Автономної Республіки Крим.
Відстань від райцентру до населеного пункта становить 19 кілометрів по прямій.